# Локхарт (Тексас)
Локхарт (енгл. Lockhart) град је у америчкој савезној држави Тексас. По попису становништва из 2010. у њему је живело 12.698 становника.

## Демографија
Према попису становништва из 2010. у граду је живело 12.698 становника, што је 1.083 (9,3%) становника више него 2000. године.
| Група             | 2000.         | 2010.         |
| Белци             | 4.492 (38,7%) | 4.877 (38,4%) |
| Афроамериканци    | 1.473 (12,7%) | 1.189 (9,4%)  |
| Азијати           | 40 (0,3%)     | 56 (0,4%)     |
| Хиспаноамериканци | 5.507 (47,4%) | 6.483 (51,1%) |
| Укупно            | 11.615        | 12.698        |